# مونتكافريل
مونتكافريل (بالفرنسية: Montcavrel)‏ هي بلدية تقع في إقليم باد كاليه من منطقة نور با دو كاليه في شمال فرنسا. تبلغ مساحة هذه المدينة 9.56 (كم²)، وترتفع عن سطح البحر 24 م، يبلغ عدد سكانها 345 نسمة حسب إحصاء المعهد الوطني للإحصاء والدراسات الاقتصادية سنة 2009 م. وترأس ميشيل لوروا البلدية خلال فترة (2001-2008).